# Meggie Albanesi
Pour les articles homonymes, voir Albanesi.
Margherita Cecilia Brigida Lucia Maria Albanesi, née le 8 octobre 1899 à Londres et morte le 9 décembre 1923 à Broadstairs (Kent), est une actrice britannique de théâtre et de cinéma.

## Biographie
Albanesi naît à Londres le 8 octobre 1899. Elle est la fille de l'écrivain Effie Adelaide Rowlands et du violoniste italien Chevalier Carlo Albanesi. Après ses études à la Royal Academy of Dramatic Art, elle fait ses débuts au cinéma en 1919.
Albanesi rencontre le succès grâce à ses rôles sur scène, comme celui dans la pièce The First and the Last de John Galsworthy aux côtés d'Owen Nares. Elle est rapidement saluée par les critiques comme un des espoirs les plus brillants de la scène britannique. 

## Décès
Après avoir tourné six films seulement, Albanesi meurt le 9 décembre 1923, à l'âge de 24 ans dans la ville de Broadstairs dans le Kent, probablement des suites d'un avortement clandestin,.
Albanesi a entretenu une relation avec le producteur de théâtre et de cinéma Basil Dean, qui demeure obnubilé par elle après sa mort. Dean a d'abord été attiré par sa femme, l'actrice Victoria Hopper en raison de sa ressemblance physique avec Albanesi, et l'a fait participer à plusieurs de ses productions. Son dernier film, Vingt et un jours ensemble, est inspiré de la pièce The First and the Last, sur laquelle il a travaillé aux côtés d'Albanesi.

## Filmographie
- 1918 : The Romance of Old Bill de George Pearson
- 1919 : Honneur (Mr. Wu) de Maurice Elvey
- 1920 : Darby and Joan de Percy Nash
- 1921 : The Skin Game de B. E. Doxat-Pratt
- 1921 : Les coups du destin (The Great Day) de Hugh Ford
- 1922 : Det omringade huset (The House Surrounded) de Victor Sjöström